# Conicera pauxilla
Conicera pauxilla är en tvåvingeart som beskrevs av Schmitz 1920. Conicera pauxilla ingår i släktet Conicera och familjen puckelflugor. Inga underarter finns listade i Catalogue of Life.